# いたずらカメラだ!大成功
『いたずらカメラだ!大成功』（いたずらカメラだ だいせいこう）は、1976年4月11日から1977年4月10日までテレビ朝日系列局で放送されていたNETテレビ → テレビ朝日製作のバラエティ番組である。放送時間は毎週日曜 20:00 - 20:54 （日本標準時）。

## 概要
いわゆるドッキリをテーマにした番組。番組は、コーナーごとに種類の異なるドッキリ映像を見せていた。また、収録スタジオ内でもドッキリを仕掛けていた。司会は桂三枝（後の6代目桂文枝）と森田つぐみが務めていた。キャッチフレーズは「やりました、パ！」。テーマソングの一部が「おもろかった、おもろかった、おもろかった～やったやったやったやった大・成・功～」であった。

## コーナー
びっくりいたずらカメラ
番組最初のコーナー。オーソドックスなドッキリで、街で一般人を相手に様々なドッキリを仕掛ける。
外人いたずらカメラ
フィリップ宮田という外国人タレントが、日本語の分からない外国人に扮し（本人は日本語は分かる）、道行く日本人にドッキリを仕掛ける。
スターとあなたのいたずらカメラ
後期に入ってから登場した番組中盤のコーナーで、芸能人とそのファンの一般視聴者のペアにドッキリを仕掛ける。当初は設定は固定されていなかったが、途中から、芸能人と視聴者が「いたずら結婚式」という模擬結婚式を富士急ハイランドなどで行い（当時同系列局で放送されていた『三枝の結婚ゲーム』と同様）、その結婚式場でドッキリを仕掛けるようになった。
スタジオいたずらカメラ
番組最後のコーナー。これから入場するゲストに、そのスタジオ内でドッキリを仕掛ける。観客には、あらかじめ三枝がドッキリの内容を説明し、観客は仕掛け人の一部となってもらう。
| NET系列 → テレビ朝日系列 日曜20:00枠                   | NET系列 → テレビ朝日系列 日曜20:00枠                      | NET系列 → テレビ朝日系列 日曜20:00枠                        |
| 前番組                                                 | 番組名                                                    | 次番組                                                      |
| ------------------------------------------------------ | --------------------------------------------------------- | ----------------------------------------------------------- |
| マチャアキの森の石松 （1975年10月12日 - 1976年4月4日） | いたずらカメラだ!大成功 （1976年4月11日 - 1977年4月10日） | 全員出動おじゃましまァす! （1977年4月17日 - 1977年7月17日） |